# جیمی هیبرت
جیمی هیبرت (انگلیسی: Jimmy Hibbert؛ زادهٔ ۲۳ نوامبر ۱۹۵۶) صداپیشه و فیلم‌نامه‌نویس اهل انگلستان است.
از فیلم‌ها یا برنامه‌های تلویزیونی که وی در آن نقش داشته است، می‌توان به گربه استثنائی و چرخ‌وفلک جادویی اشاره کرد.